# Vitraux de la cathédrale de Strasbourg
Les vitraux de la cathédrale de Strasbourg constituent un élément d'ornementation majeur de l'édifice. La cathédrale est notamment connue pour son ensemble de vitraux médiévaux, en particulier des XIIe et XIIIe siècles, dont elle compte environ 2 000 mètres carrés.

## Histoire

### Les vitraux de la cathédrale romane (1015-1180)
Les vitraux de la cathédrale de Strasbourg comportent une proportion non négligeable de vitraux prégothiques provenant de la cathédrale romane construite entre 1015 et 1040. Bien que le plan de cet édifice soit bien connu grâce à ses fondations, son aspect en élévation — et donc le nombre et l’aspect de ses baies —  est bien plus hypothétique. La théorie dominante est celle d’une nef à vaisseau central et bas côtés comptant onze ou douze travées ; à l’instar des cathédrales de Spire, Mayence et Worms, elle aurait comporté un massif oriental dédié au pouvoir religieux et un massif occidental dédié au pouvoir temporel. Les bas-côtés auraient ainsi été éclairés par une rangée de fenêtres en plein-cintre, tandis que des fenêtres hautes de forme similaire auraient apportées de la lumière dans le vaisseau central, selon une disposition se retrouvant par exemple à la basilique Saint-Paul-hors-les-Murs,.
Selon Fridtjof Zschokke, à l’époque du début de la démolition de l’édifice vers 1180, le programme aurait comporté dans la nef une série de personnages en pied représentant les prophètes et les rois du Saint-Empire dans les bas-côtés, tandis que les fenêtres hautes auraient comportées des guerriers et le cortège des apôtres. Une fenêtre latérale du chœur aurait pu représenter le Jugement de Salomon, l’abside étant occupée par un arbre de Jessé, auquel aurait fait pendant dans le massif occidental l’empereur en majesté du musée de l’Œuvre Notre-Dame.

### La transition du roman au gothique

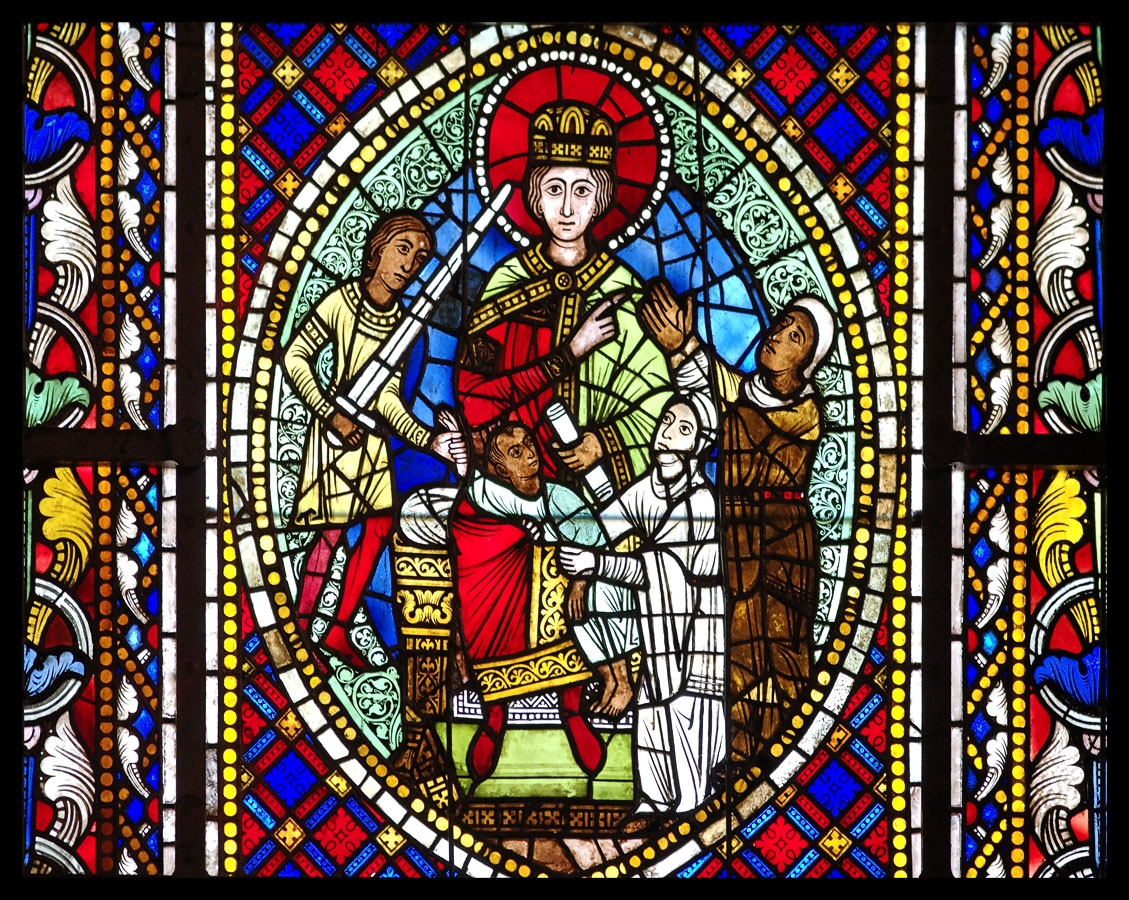
Détail de la verrière du Jugement de Salomon, dont les parties historiées datent de la fin du XIIe siècle.

La reconstruction de la cathédrale à partir de 1180 n’induit pas un changement stylistique brutal. La transition des formes romanes aux formes gothiques est au contraire très progressive au fur et à mesure de l’avancement du chantier, tandis que de nombreux panneaux romans sont réemployés dans la nouvelle construction. Le massif oriental se voit ainsi doter de vitraux mêlant les thèmes de l’Ancien et du Nouveau Testament et dont le style des figures s’apparente à celui de l’Hortus deliciarum,. Lorsque le chantier prend le virage du style gothique vers 1220 lors de l’érection du bras sud du transept, les vitraux restent encore pendant plusieurs décennies fidèles à la tradition romane. Le vitrail de saint Christophe du bras sud du transept, mis en place vers 1230,reste ainsi fortement marqué par le style roman germanique, bien que celui-ci soit ici enrichi d’influences byzantines.
Dans la nef, construite entre 1230 et 1275, le choix semble avoir été fait initialement de conserver le même programme que dans l’édifice roman, avec le cortèges des saints et la théorie des souverains du Saint-Empire. Certaines figures romanes sont réemployées, augmentées de dais gothiques, et s’adjoignent à de nouvelles créations tributaires du Zackenstil, un style angulaire en vogue dans l’espace germanique au milieu du XIIIe siècle.

### Le renouveau duXIVesiècle

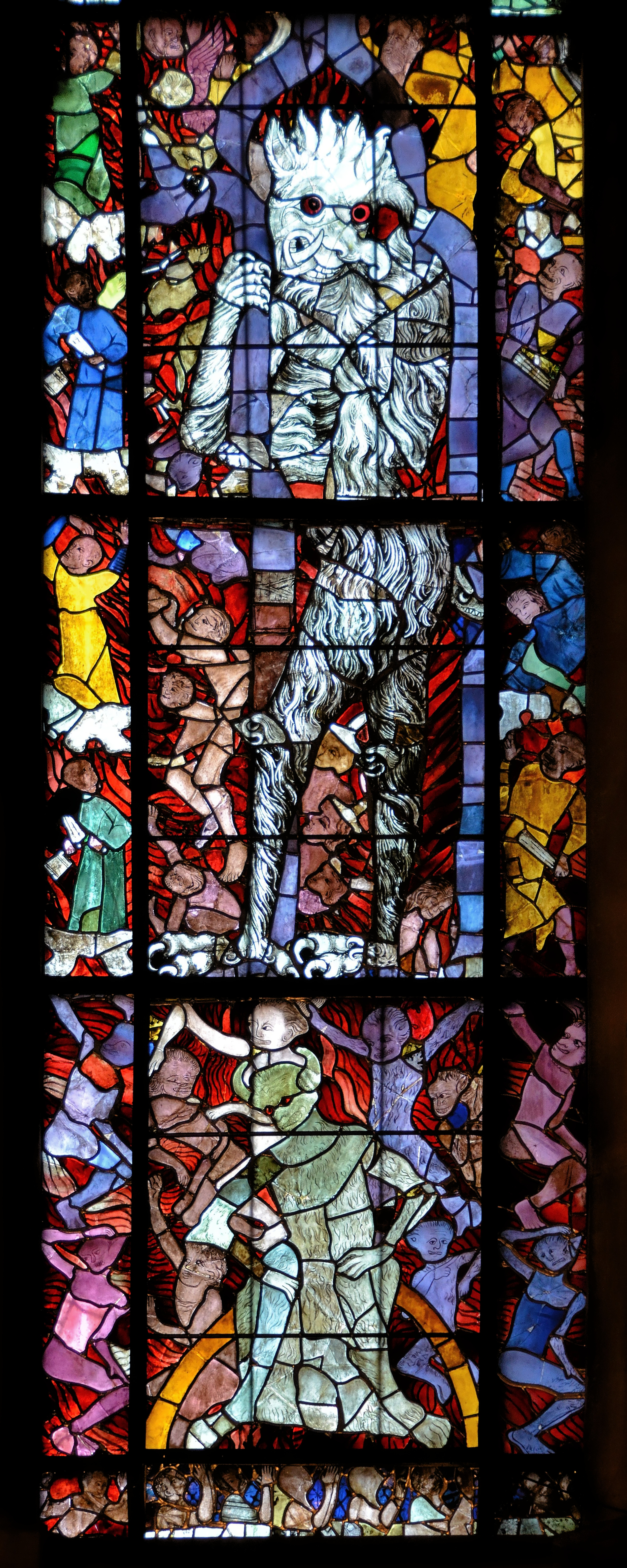
Détail de la verrière du Jugement dernier (sVII).

Alors que le programme iconographique était jusque-là homogène et hérité de l’ancienne cathédrale romane, le chapitre décide dans le premier tiers du XIVe siècle de supprimer les personnages en pied des fenêtres du bas-côté sud et de les remplacer par un grand cycle narratif, qui débute à l’est en racontant la vie de la Vierge, avec peut-être des éléments de la Genèse, avant de poursuivre sur la vie de Jésus avant de s’achever par une baie consacrée au Jugement dernier. Le programme est toutefois bouleversé quelques années seulement après sa pose du fait de la construction vers 1345 de la chapelle Sainte-Catherine, qui entraîne la disparition des deux premières baies de la nef et impose une contraction du cycle narratif.
Les vitraux du narthex, et notamment la grande rose occidentale avec son motif caractéristique d’épis de blé, sont mis en place à la même époque, vers 1345. Dans le même temps, les petites roses du bras nord du transept se voient retirer leurs vitraux romans, les nouveaux vitraux mis en place reprenant le thème des épis de la grande rose. Les vitraux de la cathédrale de Strasbourg sont ainsi complets et ne font plus l’objet de modification majeure avant le XIXe siècle, à l’exception notable toutefois des baies venant décorer la nouvelle chapelle Saint-Martin en 1522. Ceux-ci, probablement réalisés d’après un carton de Hans Baldung Grien, on toutefois entièrement disparus avant la Révolution.

### Restaurations auXIXesiècle
Pendant plus de trois siècles il n’y a plus d’ajout de nouveaux panneaux, mais l’entretien des verrières existantes laisse également à désirer. Au début des années 1840, l’architecte Gustave Klotz considère que les réparations peu soigneuses ont grandement altéré la lisibilité des verrières et la cohérence iconographique et stylistique. Il lance alors un important programme de rénovation des vitraux. Les principaux artisans de cette restauration, qui se prolonge jusqu’à la fin des années 1870, sont Baptiste Petit-Gérard et Louis Steinheil.
La restauration suit deux axes. Le premier consiste à restaurer les verrières anciennes, qui sont recomposées pour leur donner une apparence plus cohérente et homogène. Le second consiste à regarnir les verrières blanches qui se sont multipliées dans l’édifice au cours de l’époque moderne. La chapelle Saint-Laurent reçoit ainsi une partie des vitraux de l’ancienne église des Dominicains, d’autres panneaux du même ensemble étant disposés dans le narthex et le transept. Les deux artistes créent également de nouveaux panneaux, principalement pour le chœur, notamment une grande Vierge aux bras écartés pour la baie axiale.

### Seconde Guerre mondiale
Au début de la Seconde Guerre mondiale, la majeure partie des vitraux de la cathédrale sont préventivement ôtés et évacués au château de Hautefort en Dordogne. Après l'invasion de la zone libre, les nazis les récupèrent, les emportent à Munich où ils sont étudiés, puis les mettent à l'abri dans la mine de sel de Heilbronn. Toutefois, les pièces du XIXe siècle, alors considérées comme sans valeur, sont laissées en place et en grande partie détruites le 11 août 1944 lorsque la cathédrale est ravagée par le bombardement du centre-ville par l’aviation américaine. Les vitraux déposés sont récupérés en septembre 1945 par Hans Haug, futur directeur des musées de Strasbourg, et Charles Czarnowsky, architecte en chef des monuments historiques, mais leur remise en place ne s’achève qu’après 1960.

### Restaurations et ajouts après 1945
Outre le remontage, il est nécessaire après la guerre de remplacer les vitraux du XIXe siècle détruits, notamment la baie axiale. Celle-ci reçoit en 1956 un vitrail de Max Ingrand reprenant le thème de la Vierge aux bras écartées. Les autres baies du chœur et celles de la façade sud du bras sud du transept doivent toutefois attendre 1977 pour retrouver des vitraux, ceux-ci étant l’œuvre de Jean-Jacques Gruber.
Un grand chantier de restauration débute en 1990 dont l’objectif est de nettoyer les verres et de doter la majorité des baies de verrières de doublage devant protéger les vitraux de la pollution et des projectiles. Les travaux débutent du côté nord et se poursuivent à partir du début des années 2010 du côté sud.
En 2015, pour fêter les mille ans de la cathédrale, deux nouvelles verrières sont inaugurées pour remplacer des œuvres du XIVe siècle détruites en 1683. Les nouveaux vitraux sont réalisés par Véronique Ellena avec l'aide du maître verrier Pierre-Alain Parot. L'un des deux est un grand portrait du Christ explicitement inspiré du Christ bénissant de 1478 peint par Hans Memling, mais recomposé à partir de cent cinquante photos de volontaires anonymes. L'autre, sur lequel déborde la main du Christ bénissant, est un hommage à la nature d'Alsace, plantes et animaux.

## Description

### Crypte

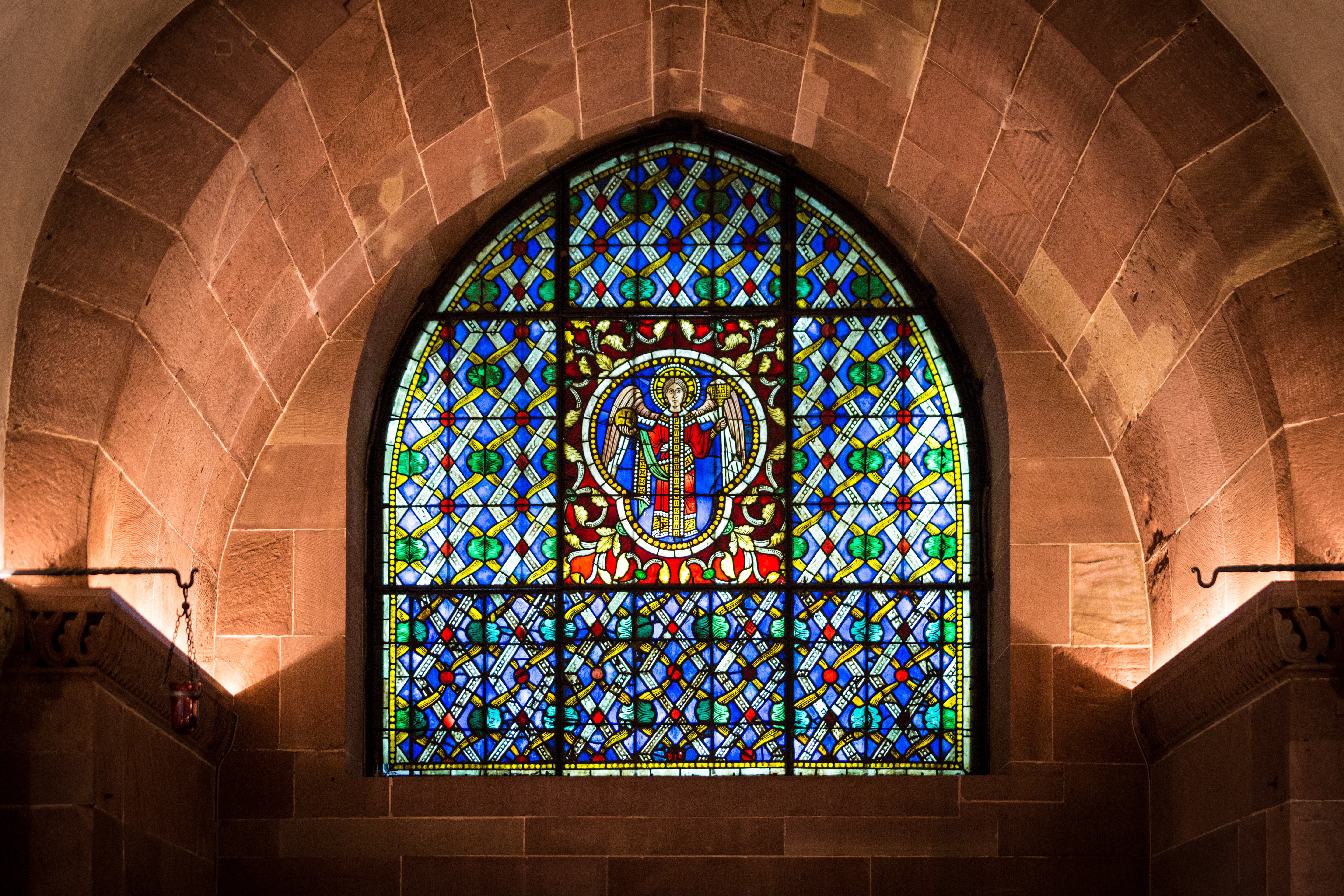
Baie d’axe de la crypte.

La crypte comporte une baie d’axe, qui ne donne pas sur l’extérieur mais sur la galerie du cloître. Le vitrail qui l’occupe a été posé dans le troisième quart du XIXe siècle. Il est composé des fragments d’un médaillon du dernier tiers du XIIe siècle représentant un archange dont l’emplacement original est incertain, bien qu’il se soit trouvé dans la baie Trans sII à partir du milieu du XVe siècle. Les panneaux ornementaux à fond bleu qui l’entourent sont un mélange de pièces de la même époque et de copie réalisées par Petit-Gérard au moment de la pose du vitrail, de même que le motif de rinceaux sur fond rouge entourant le médaillon.

### Chœur
La baie nord de l’abside (Chœur nII) représente saint Henri en pied entouré d’un motif ornemental contemporain. Le style évoque une création des années 1220 et cette figure se trouvait probablement à l’origine dans une fenêtre du transept. Le vitrail a en effet été posé dans le chœur lors des réfections de Klotz au XIXe siècle et la plupart des verres datent en réalité de cette époque ainsi que des réparations des dégâts de guerre effectuées en 1959, les verres anciens étant minoritaires. De fait, même l’identité du personnage est douteuse, seul le -us de Henricus étant d’origine, le reste du nom datant du XIXe siècle. Avant saint Henri, il semble que la baie ait comporté au XVIIe siècle une représentation de saint Ambroise et saint Florent, mais le programme antérieur n’est pas connu.
La baie sud de l’abside (Chœur sII) représente sainte Catherine et son historique est similaire à son pendant du côté nord, avec une date de production un peu plus tardive, dans les années 1240. L’identification ne fait ici pas de doute, la banderole affichant son nom étant d’origine. Le reste du personnage a été toutefois fortement retouché dans une veine romantique au XIXe siècle par Petit-Gérard. La baie contenait au XVIIIe siècle une scène de Crucifixion mais là aussi le programme antérieur est inconnu.

### Nef

#### Bas-côté nord
Le bas-côté nord compte cinq baies de style gothique rayonnant subdivisées en deux ensembles de deux lancettes surmontées d'une rose quadrilobée, le tout lui-même coiffé d'une grande rose polylobé sous arc brisé. À la fin de la construction de la nef en 1275, ces baies étaient au nombre de sept, une par travée. Il n'en subsiste toutefois que cinq, les baies des deux travées orientales ayant disparu lors de la construction de la chapelle Saint-Laurent dans les années 1510. Par ailleurs, la septième baie a été amputée dès 1277 de sa première lancette, masquée par le contrefort du massif occidental.
Il résulte de ces transformations et des autres dégâts causés par le temps et les accidents une certaine altération du programme d'origine, c'est-à-dire une suite de vingt-huit souverains du Saint-Empire sur fond alternativement rouge et bleu. Les dix-neuf subsistants ne sont pas toujours clairement identifiables, leurs noms étant peu clairs, la chronologie non respectée et certains personnages apparemment en double ou en triple. Cette situation est toutefois probablement en partie d'origine, les catalogues d'empereurs contemporains montrant des confusions similaires.

### Narthex

#### Rez-de-chaussée
Le rez-de-chaussée du narthex est ouvert au nord et au sud par deux baies de même forme : quatre groupes de deux lancettes surmontées d’une rosace, eux-mêmes groupés par deux et surmontés d’une rosace, le tout coiffé d’une rosace centrale. Les deux groupes extérieurs sont toutefois aveugles, leur position correspondant à celle des contreforts du massif occidental. Chaque lancette comprend sept registre, celui du haut étant trilobé et celui du bas ayant été muré, probablement postérieurement à la mise en place initiale des vitraux dans la première moitié du XIVe siècle.
La baie nord (Nar n) est consacrée à l’épisode de la Genèse, avec une alternance de registre en registre entre les panneaux historiés et les panneaux à dominante ornementale. Ces derniers comportent un médaillon central avec le Christ sauveur du monde, cantonné de quatre médaillons à fond vert portant chacun une lettre, qui, mises bout à bout, semblent donner la légende des panneaux historiés. L’histoire se lit de gauche à droite en partant du registre supérieur, qui relate la création de l’homme et de la femme, puis se poursuit au registre 5 avec l’expulsion du Paradis et le refus des offrandes de Caïn par Dieu. Au registre 3, l’histoire se poursuit avec le meurtre d’Abel, l’annonce du Déluge et la construction de l’arche de Noë, qui vogue sur les flots dans le dernier panneau. Le registre 1, disparu, devait probablement évoquer l’alliance entre Noë et Dieu et la plantation de la vigne. Le réseau porte un décor géométrique et végétal dans les tons rouge, jaune et vert, avec une reprise dans la rosace centrale du motif d’épis de la grande rose et de celles du transept nord.
La baie sud (Nar s) porte sur la déisis et les œuvres de miséricorde, faisant ainsi écho à la baie nord en évoquant le rachat du péché originel. L’ensemble des panneaux sont toutefois ici figuratifs, les scènes prenant place dans un décor d’architecture voûtée. Le registre supérieur est composé de panneaux identiques montrant des anges volant au-dessus du registre 6, qui illustre une déisis, avec le Christ juge entouré de la Vierge, de saint Jean et, de manière plus inhabituelle, de sainte Catherine, puis, en-dessous au registre 5, se trouve le collège des apôtres. Les registres 3 et 4 sont essentiellement occupés par les œuvres de miséricordes et le registre inférieur par la résurrection des morts, bien que deux panneaux, un salvator mundi et un couple de donateurs, soient des pièces rapportées provenant de l’ancienne église des Dominicains. Les vitraux du réseau sont similaires à ceux de la baie nord mais sont essentiellement l’œuvre des restaurations du XIXe siècle. 

#### Triforium et rose occidentale
La grande rose occidentale est une baie d’environ douze mètres de diamètre dont le réseau forme une rosace à cœur circulaire pentalobé, dont part seize rayons de deux lancettes, s’achevant eux-mêmes par une rosace pentalobée. Le vitrail qui l’occupe est à thématique florale et sa réalisation initiale date du second quart du XIVe siècle. La majorité des verres, peut-être plus des 4/5e notamment dans les rayons, ne semble toutefois plus être d’origine à la suite des réparations consécutives à un orage de grêle en 1840 puis à celles ayant suivi le bombardement de 1870.
Le cœur est occupé par un motif de feuilles sur fond vert, motif qui se retrouve dans les rosaces terminales des lancettes, mais en blanc sur fond rouge. Les lancettes forment par des cercles colorés concentriques : leur moitié inférieure des lancettes est composée d’un large anneau de grisailles évoquant des étamines ou des nuages, suivi d’un anneau plus fin de damiers à fond bleu ; s’ensuit une tige feuillue jaune sur fond rouge surmontée d’un nouveau motif de damier à fond successivement vert et bleu turquoise.

### Chapelle Saint-Laurent

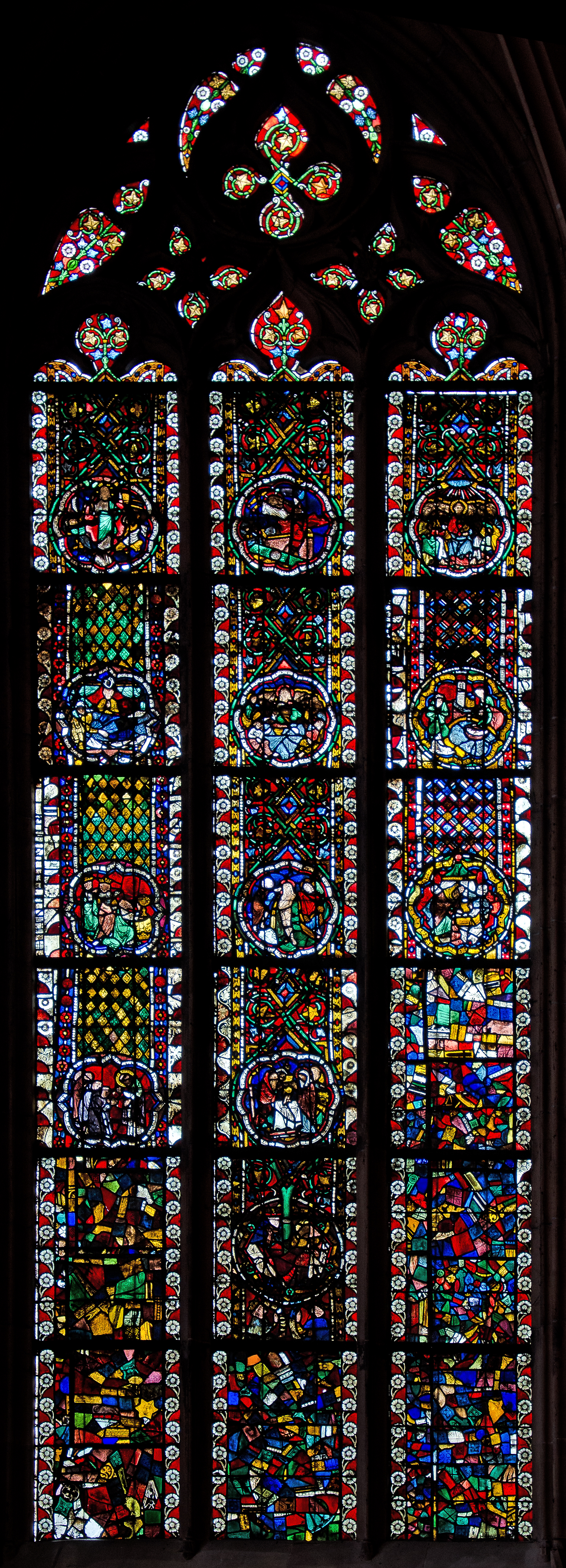
La baie nIV dans la chapelle Saint-Laurent.

À la fin de sa construction en 1522, cette chapelle a été dotée de vitraux réalisés d’après un carton de Hans Baldung Grien qui sont désormais entièrement perdus. Les vitraux en place proviennent du lot de panneaux originaires de l’ancienne église des Dominicains achetés par l’Œuvre Notre-Dame en 1834, bien qu’il n’y aient été montés qu’en 1855.
Bien que l’ensemble puisse sembler homogène à première vue, les panneaux ont en réalité des styles et des thèmes différents, car ils proviennent de deux ensembles différents. Les baies nI et nII sont composées de panneaux fabriqués dans la première moitié du XIVe siècle pour Dominicains II et portant sur le thème de la vie du Christ. Les six registres alternent entre deux séries de panneaux : ceux à médaillon central représentant le Christ sauveur du monde, encadré de deux petits médaillons contenant des prophètes et ceux historiés relatant plus ou moins les épisodes de la Vie surnaturelle du Christ pour nI et ceux de la Vie publique pour nII. Les panneaux ont été fortement retouchés au XIXe siècle, bien que la qualité de ces interventions les rendent difficilement décelables, et le tympan est également une création de cette période.
Les panneaux des baies nIII et nIV proviennent en revanche de l’église précédente, Dominicains I, et ont été réalisés vers 1255. La verrière nIII relate la légende de saint Barthélemy dans un style rappelant le cloisonné en orfèvrerie. Bien que le rouge et le bleu dominent du fait de leur utilisation pour les fonds, le vert et, dans une moindre mesure, le jaune et la grisaille sont également très utilisés. Sur les dix-huit panneaux de nIV, six sont des panneaux d’antiquaire, le reste présentant des scènes vétérotestamentaires dans des médaillons, sur fond en tapis de losange, en grille ou de motifs végétaux plus complexes. Les figures montrent les plis anguleux et la gestuelle caractéristiques du Zackenstil.

### Galerie du cloître
La galerie du cloître, au chevet de la cathédrale,  compte neuf baies numérotées de I à IX du nord au sud. Ces baies, blanches jusqu’alors, ont été garnies vers 1873 de panneaux provenant de l’ancienne église des Dominicains, davantage à des fins de stockage que d’esthétique. L’opération est d’ailleurs généralement décrite comme peu heureuse par les historiens, les panneaux ayant été placés dans le désordre et fortement rognés pour pouvoir s’adapter dans les baies en plein-cintre.